# Metropolitano de Los Teques
O Metrô de Los Teques é um sistema de metropolitano que opera na cidade venezuelana de Los Teques, situada no município de Guaicaipuro e no estado de Miranda. De propriedade do Governo da Venezuela, o sistema é operado pela C. A. Metro Los Teques.
É composto atualmente por duas linhas em operação, a Linha 1 e a Linha 2, que somam 5 estações e 11,2 km de extensão. O sistema entrou em operação no dia 3 de novembro de 2006 com a inauguração da Linha 1. Um segundo trecho da Linha 2, entre as estações Independencia e San Antonio, encontra-se em implantação. Futuramente, o governo venezuelano pretende implementar a Linha 3.
Atualmente, atende somente os municípios de Guaicaipuro e de Libertador. A Estação Las Adjuntas possibilita integração com as linhas do Metrô de Caracas.

## Linhas
O sistema é composto por 2 linhas em operação, além de mais 1 em obras. Cada linha é identificada por um algarismo e uma cor. Foram inauguradas entre 2006 e 2012, somando hoje 5 estações e 11,2 km de extensão.
A tabela abaixo lista o nome, a cor distintiva, as estações terminais, o ano de inauguração, a extensão e o número de estações tanto das linhas que estão em operação quanto das linhas em implantação:
| Linha | Cor   | Terminais                   | Ano de inauguração | Extensão | N.º de estações |
| ----- | ----- | --------------------------- | ------------------ | -------- | --------------- |
|       | Azul  | Las Adjuntas ↔ Alí Primera  | 2006               | 9,5 km   | 3               |
|       | Verde | Alí Primera ↔ Independencia | 2012               | 1,7 km   | 3               |

## Estações
O sistema é composto por 5 estações em operação, das quais 2 são subterrâneas, 2 são superficiais e 1 é elevada. Além destas, mais 5 estações encontram-se em construção. As estações, tanto as que estão em operação quanto as que estão em implantação, são listadas a seguir:
| · Linha 1 | - Las Adjuntas - Ayacucho - Alí Primera                                                                        |
| · Linha 2 | - Alí Primera - Guaicaipuro - Independencia - Los Cerritos - Carrizal - La Carbonera - Las Minas - San Antonio |